# Pietrowsk Zabajkalski
Pietrowsk Zabajkalski (ros. Петровск-Забайкальский) – miasto w Rosji, w Kraju Zabajkalskim. W 2010 roku liczyło ok. 18,6 tys. mieszkańców.

## Rozwój ludności
| Rok  | Liczba |
| ---- | ------ |
| 1939 | 21.011 |
| 1959 | 29.795 |
| 1970 | 28.313 |
| 1979 | 30.945 |
| 1989 | 28.291 |
| 2002 | 21.164 |
| 2010 | 18.549 |